# St. Johannes Evangelist (Amtzell)

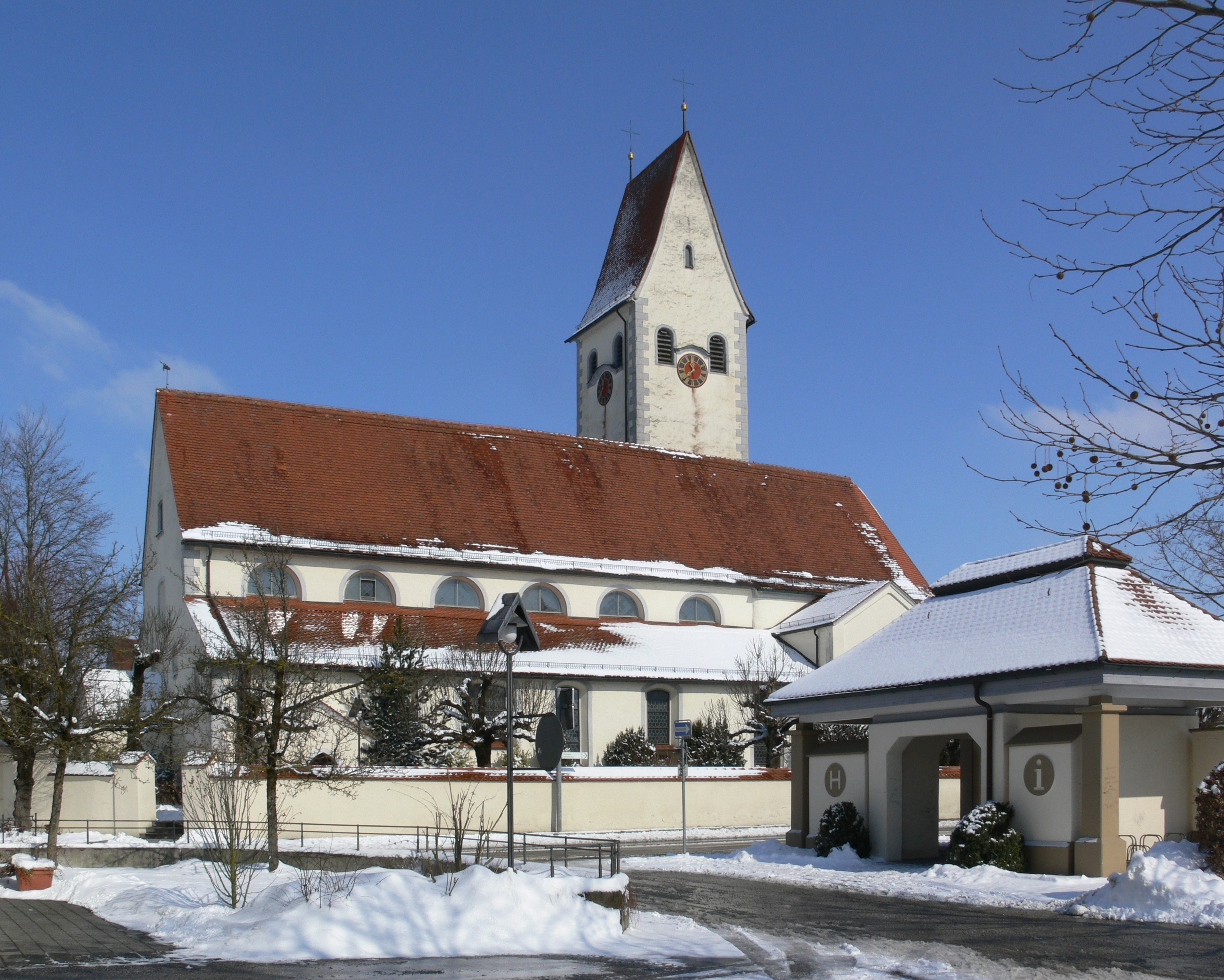
St. Johannes Evangelist (Amtzell)

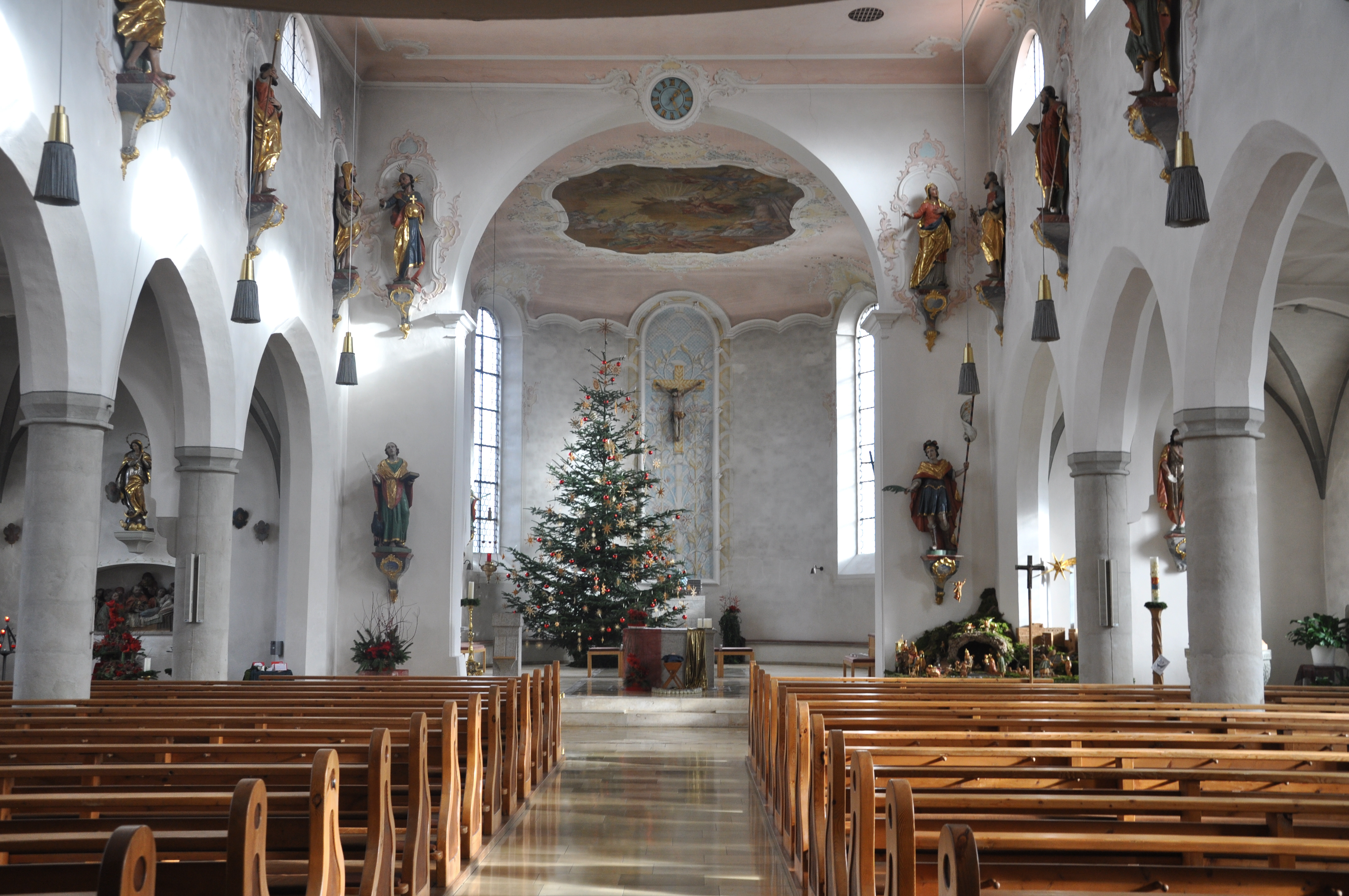
Innenansicht

Die römisch-katholische Pfarrkirche St. Johannes Evangelist steht in Amtzell, einer Gemeinde im Landkreis Ravensburg von Baden-Württemberg. Sie gehört zum Dekanat Allgäu-Oberschwaben des Bistums Rottenburg-Stuttgart. Die Kirche ist als Denkmal beim Landesamt für Denkmalpflege Baden-Württemberg eingetragen.

## Beschreibung
Die Basilika wurde 1474 erbaut. Das Langhaus besteht aus einem Mittelschiff und zwei Seitenschiffen, die im Innenraum mit Arkaden unterteilt sind. Der Chor im Osten des Mittelschiffs und der Chorflankenturm an dessen Nordwand wurden vor 1758 errichtet. 
Die Innenräume aller drei Kirchenschiffe sind, bis auf die östlichen Joche der beiden Seitenschiffe, die mit Kreuzgratgewölben bedeckt sind, seit dem Umbau im 18. Jahrhundert mit Flachdecken überspannt. Die Deckenmalerei im Mittelschiff ist die Kopie eines Originals von Giovanni Battista Tiepolo. An der Decke über dem Altar befindet sich ein Fresko von Linus Seif. In der Kirche befindet sich das Epitaph für Joachim von Sirgenstein. Die Orgel auf der oberen Empore wurde 1992 von Martin Gegenbauer errichtet.